# Joaquín Martín Mínguez
Joaquín Martín Mínguez (València 5 de juny de 1956) ha estat un polític valencià, diputat en la primera legislatura de les Corts Valencianes.
Ha treballat en la direcció d'empreses del sector immobiliari i de la construcció. Militant d'Alianza Popular, fou elegit diputat per la circumscripció de València a les eleccions a les Corts Valencianes de 1983. Ha estat secretari de la Comissió Permanent no legislativa de Seguretat Nuclear de les Corts Valencianes.